# Terc-butylhydroperoxid
terc-Butylhydroperoxid (zkráceně tBuOOH) je organický peroxid používaný v mnoha oxidačních reakcích, jako je například Sharplessova epoxidace. Obvykle je dostupný jako 69-70% vodný roztok.

## Použití
V průmyslu se tBuOOH používá k iniciaci radikálové polymerizace.

## Příprava a výroba
terc-Butylhydroperoxid lze získat několika způsoby, například:
- Reakcí peroxidu vodíku s isobutenem nebo terc-butanolem za přítomnosti kyseliny sírové
- Oxidací isobutanu kyslíkem

## Bezpečnost
terc-Butylhydroperoxid je velmi reaktivní, hořlavý a toxický. Má žíravé účinky na kůži a sliznice a při vdechnutí způsobuje dušnost.